# Hedysarum kemulariae
Hedysarum kemulariae är en ärtväxtart som beskrevs av Sachokia och Leonida S. Chinthibidze. Hedysarum kemulariae ingår i släktet buskväpplingar, och familjen ärtväxter. Inga underarter finns listade i Catalogue of Life.